# City on Lock
City on Lock é o segundo álbum de estúdio do duo de hip hop americano City Girls. Foi lançado em 20 de junho de 2020 através das gravadoras Quality Control Music, Motown Records e Capitol Records, depois de vazar na internet. Foi precedido pelo álbum de estreia de 2018, Girl Code, e conta com participações de Yo Gotti, Doja Cat, Lil Durk e Lil Baby.

## Antecedentes
Em setembro de 2019, após uma série de lançamentos com artistas como Cardi B e Lil' Kim, Yung Miami compartilhou que estava esperando JT para começar a gravar novas músicas. JT iniciou sua prisão por acusações de fraude com cartão de crédito em julho de 2018, depois de se entregar às autoridades. Ela acabou sendo libertada em 8 de outubro de 2019, tendo cumprido 15 meses de prisão. Apenas alguns dias depois, o executivo da Quality Control, Pierre Thomas, anunciou que a dupla já havia começado a gravar seu segundo álbum e que estava previsto para ser lançado no início de 2020. Em 19 de junho de 2020, foi relatado que o álbum vazou completo na Internet. O álbum foi lançado posteriormente no dia seguinte.

## Lista de faixas
Lista de faixas adaptadas do Apple Music e Tidal.
| N.º            | Título                                 | Compositor(es) | Produtor(es)                              | Duração |  |
| 1.             | "Enough/Better"                        | Caresha Brownlee Jatavia Johnson Kinta Cox Tyrone Nelms Shawn Pierre Marvin Beauville                                                            | Audio Jones Don D The Producer Kiddo Marv | 2:44    |  |
| 2.             | "Skit"                                 | Johnson Isaac Bynum Miles McCollum | Earl on the Beat                          | 0:37    |  |
| 3.             | "Jobs"                                 | Brownlee Johnson Adjane Azevedo George Herrera Beauville McCollum Nathan Butts Pierre                                                            | Compose Kiddo Marv                        | 2:01    |  |
| 4.             | "Broke Niggas" (com part. de Yo Gotti) | Brownlee Johnson Mario Mims Orville Hall Phillip Price Sultan Banks                                                                              | Traxamillion                              | 3:36    |  |
| 5.             | "Pussy Talk" (com part. de Doja Cat)   | Brownlee Johnson Amalaratna Dlamini Joshua Luellen Teiron Robinson                                                                               | Southside                                 | 3:38    |  |
| 6.             | "That Old Man"                         | Brownlee Johnson Chris Rosser Ester Dean Frank Brim Harry Casey Bynum Keith Thomas Luther Campbell Melvin Hough II Richard Finch Rivelino Wouter | Earl on the Beat Quay Global              | 2:55    |  |
| 7.             | "City on Lock" (com part. de Lil Durk) | Brownlee Johnson Brytavious Chambers Durk Banks Lasana Smith Robinson                                                                            | Tay Keith                                 | 2:19    |  |
| 8.             | "Winnin"                               | Brownlee Johnson Darnell Matthew Cox Robinson | DJ_OnDaBeat                               | 2:04    |  |
| 9.             | "Come Outside"                         | Brownlee Johnson Deundraeus Portis | Twysted Genius                            | 2:07    |  |
| 10.            | "Flewed Out" (com part. de Lil Baby)   | Brownlee Johnson Darryl McCorkell Dominique Jones Kevin Gomringer Tim Gomringer                                                                  | Cheeze Beatz Cubeatz                      | 3:10    |  |
| 11.            | "Rodeo"                                | Brownlee Johnson Jamarii Massey Anthony Mosley Smith                                                                                             | MariiBeatz Sean Da Firzt                  | 2:57    |  |
| 12.            | "Double CC's"                          | Brownlee Johnson Luellen | Southside                                 | 2:12    |  |
| 13.            | "That's My Bitch"                      | Brownlee Johnson Bryan Williams Byron Thomas Portis Beauville                                                                                    | Twysted Genius                            | 1:56    |  |
| 14.            | "Friendly"                             | Brownlee Johnson Beauville McCollum Norman Payne                                                                                                 | DJ Chose                                  | 2:59    |  |
| 15.            | "Ain't Sayin Nothin"                   | Brownlee Johnson Michael Clark Robinson | Young Zoe Beats                           | 1:26    |  |
| Duração total: | Duração total:                         | Duração total: | Duração total:                            | 36:11   |  |

## Desempenho nas tabelas musicas

### Posições
| Tabela musical (2020)          | Melhor posição |
| ------------------------------ | -------------- |
| Estados Unidos (Billboard 200) | 29             |